# Champhol
Champhol – miejscowość i gmina we Francji, w Regionie Centralnym, w departamencie Eure-et-Loir.
Według danych na rok 1990 gminę zamieszkiwało 2235 osób, a gęstość zaludnienia wynosiła 416 osób/km² (wśród 1842 gmin Regionu Centralnego Champhol plasuje się na 168. miejscu pod względem liczby ludności, natomiast pod względem powierzchni na miejscu 1348.).